# ¡Formidable!
¡Formidable! es el sexto álbum de estudio como solista del músico uruguayo Riki Musso. Fue lanzado en 2014 en el sitio web de Musso y posteriormente se lanzó al mercado por los sellos Montevideo Music Group para Uruguay y Pelo Music Group para Argentina.

## Antecedentes y producción
¡Formidable! es el séptimo trabajo solista de Musso. El material surgió de una búsqueda por parte de Musso de retomar los escenarios masivos y lograr un sonido más pop y comercial que se distanciara de sus anteriores trabajos solistas, los cuáles eran bastante bizarros y experimentales, y no generaban atractivo comercial de ninguna clase.
El álbum consiste en 11 temas, los cuáles fueron compuestos, interpretados, editados y masterizados en su totalidad por Musso, al igual que tocó todos los instrumentos utilizando una batería electrónica para las percusiones, posteriormente Leonardo Baroncini tocó las baterías, supliendolas por las electrónicas originales. El material fue grabado prácticamente en la cocina de Musso, con arreglos finales realizados en su estudio «Tío Riki».

## Lanzamiento
El trabajo fue subido a la página web de Riki Musso a mediados del año 2014, para ser descargado gratuitamente, en tiempos en los que se desarrollaba la Copa Mundial de Fútbol de 2014.
Debido a esto el disco fue muy publicitado, llegando en un breve período de tiempo a las 7.000 descargas, lo cual implicaría un disco de oro en Uruguay, Musso se refirió a esto en tono irónico,mencionando que en realidad sería un "Zip de oro", haciendo mención al formato de archivo en el cual estaba comprimido el material.
Tras esto el disco fue publicado por el sello Montevideo Music Group,motivo por el cual ¡Formidable! fue dado de baja de la página web de Musso.
Posteriormente el sello argentino Pelo Music Group lo sacó para el mercado argentino.

## Recepción
El álbum fue recibido de manera extremadamente aclamadora por la crítica y el público, pasando a ser considerado ¡Formidable! uno de los mejores trabajos del año 2014, rápidamente varias canciones del disco tales como "La flor de la sandía", "La antorcha humana", "Nuestro aporte", entre muchas otras, pasaron a sonar masivamente en las radios y televisión uruguayas.
Riki Musso fue galardonado producto de este material con cinco Premios Graffiti.
Producto de este álbum y de la necesidad de presentarlo en vivo Riki conformó la banda Riki Musso y sus fabulosos los Formidables con los cuales continúa trabajando desde entonces en producir nuevo material.

## Lista de canciones
1. Criminal
2. Nuestro aporte
3. Sánchez, gurú del overlock
4. Cabras en el ascensor
5. La antorcha humana
6. La flor de la sandía
7. Chiche bombón
8. 6 días de asueto
9. La estrella del baile
10. La casa del sudaca
11. Se acabó lo que se daba[1]

## Créditos
- Riki Musso - voz, guitarra, bajo, teclados y secuenciadores,compositor, ingeniero de sonido, mezcla, masterización
- Leonardo Baroncini - baterías